# Lijst van Dancesmashes in 2024
Deze hits werden in 2024 Dancesmash op Radio 538.
| Nr.  | Bekendgemaakt op | Artiest                                                  | Titel                                                                        | Hoogste positie in 538 Top 50 | Aantal Weken | Aantal Punten |
| ---- | ---------------- | -------------------------------------------------------- | ---------------------------------------------------------------------------- | ----------------------------- | ------------ | ------------- |
| 1545 | 5 januari        | Tiësto x Fast Boy                                        | All My Life                                                                  | 18                            | 19           | 401           |
| 1546 | 12 januari       | Alok & Bebe Rexha                                        | Deep in Your Love                                                            | 28                            | 13           | 200           |
| 1547 | 19 januari       | Kygo & Ava Max                                           | Whatever                                                                     | 10                            | 17           | 484           |
| 1548 | 26 januari       | Lucas & Steve x Skinny Days                              | When I Wake Up                                                               | 39                            | 10           | 66            |
| 1549 | 2 februari       | Armin van Buuren & Goodboys                              | Forever (Stay Like This)                                                     | Geen notering                 | 0            | 0             |
| 1550 | 9 februari       | David Guetta & Mason vs. Princess Superstar              | Perfect (Exceeder)                                                           | Geen notering                 | 0            | 0             |
| 1551 | 16 februari      | Martin Garrix & Third Party ft. Oaks & Declan J Donovan  | Carry You                                                                    | Geen notering                 | 0            | 0             |
| 1552 | 23 februari      | Calvin Harris & Rag'n'Bone Man                           | Lovers In a Past Life                                                        | 15                            | 8            | 217           |
| 1553 | 1 maart          | Galantis, David Guetta & 5 Seconds of Summer             | Lighter                                                                      | 18                            | 13           | 297           |
| 1554 | 8 maart          | Mr. Belt & Wezol                                         | It's Not Right (But It's OK)                                                 | 18                            | 17           | 332           |
| 1555 | 15 maart         | Zerb, Tiësto & Sofiya Nzau                               | Mwaki (Tiësto's VIP Mix)                                                     | 12                            | 24           | 532           |
| 1556 | 22 maart         | Madism                                                   | Make It Happen                                                               | Geen notering                 | 0            | 0             |
| 1557 | 29 maart         | Tiësto & Moguai                                          | Explode                                                                      | Geen notering                 | 0            | 0             |
| 1558 | 5 april          | Sharam                                                   | PATT (Party All the Time) (Adam Beyer, Layton Giordani & Green Velvet Remix) | Geen notering                 | 0            | 0             |
| 1559 | 12 april         | Lucas & Steve x Lawrent ft. Jordan Shaw                  | End of Time                                                                  | Geen notering                 | 0            | 0             |
| 1560 | 19 april         | Wildstylez & Niels Geusebroek                            | King For a Day                                                               | Geen notering                 | 0            | 0             |
| 1561 | 26 april         | Kris Kross Amsterdam & Inna                              | Queen of My Castle                                                           | 11                            | 20           | 529           |
| 1562 | 3 mei            | Jaxomy, Agatino Romero & Raffaella Carrà                 | Pedro                                                                        | 5                             | 19           | 497           |
| 1563 | 10 mei           | Meduza, OneRepublic & Leony                              | Fire                                                                         | 13                            | 18           | 322           |
| 1564 | 17 mei           | Dimitri Vegas & Like Mike, Regard, Natti Natasha & Sash! | To the Beat                                                                  | Geen notering                 | 0            | 0             |
| 1565 | 24 mei           | Kygo, Zak Abel & Nile Rodgers                            | For Life                                                                     | 17                            | 15           | 333           |
| 1566 | 31 mei           | Ella Henderson, Switch Disco & Alok                      | Under the Sun                                                                | Geen notering                 | 0            | 0             |
| 1567 | 7 juni           | Pitbull, Ne-Yo & Afrojack ft. DJ Buddha                  | 2 the Moon                                                                   | Geen notering                 | 0            | 0             |
| 1568 | 14 juni          | Robin Schulz ft. Izzy Bizu                               | Only Way Is Up                                                               | 48                            | 2            | 5             |
| 1569 | 21 juni          | Sam Feldt, JVKE & Anitta                                 | Mi Amor                                                                      | 7                             | 18           | 567           |
| 1570 | 28 juni          | Adam Port & Stryv ft. Malachiii                          | Move                                                                         | 4                             | 26           | 838           |
| 1571 | 5 juli           | Marshmello & Kane Brown                                  | Miles on It                                                                  | 6                             | 30           | 873           |
| 1572 | 12 juli          | Armin van Buuren & David Guetta ft. Aldae                | In the Dark                                                                  | 46                            | 3            | 10            |
| 1573 | 19 juli          | Alesso & Nate Smith                                      | I Like It                                                                    | 16                            | 21           | 382           |
| 1574 | 26 juli          | Tiësto & Alana Springsteen                               | Hot Honey                                                                    | 33                            | 8            | 90            |
| 1575 | 2 augustus       | Ana Mena & Belinda                                       | Las 12                                                                       | Geen notering                 | 0            | 0             |
| 1576 | 9 augustus       | Billy the Kit & Barry Hay                                | Radar Love                                                                   | Geen notering                 | 0            | 0             |
| 1577 | 16 augustus      | HUGEL x Topic x Arash ft. Daecolm                        | I Adore You                                                                  | 8                             | 23           | 585           |
| 1578 | 23 augustus      | Clean Bandit, Anne-Marie & David Guetta                  | Cry Baby                                                                     | 9                             | 28           | 689           |
| 1579 | 30 augustus      | Swedish House Mafia ft. Alicia Keys                      | Finally                                                                      | 46                            | 9            | 25            |
| 1580 | 6 september      | BL3SS x CamrinWatsin ft. bbyclose                        | Kisses                                                                       | 28                            | 13           | 184           |
| 1581 | 13 september     | David Guetta & Alesso ft. Madison Love                   | Never Going Home Tonight                                                     | 21                            | 24           | 496           |
| 1582 | 20 september     | Armin van Buuren ft. Louis III                           | Part of Me                                                                   | Geen notering                 | 0            | 0             |
| 1583 | 27 september     | Sam Feldt & Rosa Linn                                    | Heart Like Mine                                                              | 29                            | 17           | 256           |
| 1584 | 4 oktober        | Purple Disco Machine & The Magician                      | All My Life                                                                  | Geen notering                 | 0            | 0             |
| 1585 | 11 oktober       | Alok, Gryffin & Julia Church                             | Never Letting Go                                                             | Geen notering                 | 0            | 0             |
| 1586 | 18 oktober       | David Guetta, Alphaville & Ava Max                       | Forever Young                                                                | 6                             | 26           | 658           |
| 1587 | 25 oktober       | Gabry Ponte, Sean Paul & Natti Natasha                   | Born to Love Ya                                                              | 18                            | 15           | 305           |
| 1588 | 1 november       | Oliver Heldens & Armin van Buuren ft. Sam Harper         | Freedom                                                                      | Geen notering                 | 0            | 0             |
| 1589 | 8 november       | Tiësto & Soaky Siren                                     | Tantalizing                                                                  | 40                            | 6            | 48            |
| 1590 | 15 november      | R3hab, Mufasa & Hypeman, Rani                            | Believe (Shooting Stars)                                                     | 30                            | 17           | 250           |
| 1591 | 22 november      | Lucas & Steve ft. Jordan Shaw                            | Heart First                                                                  | 25                            | 19           | 278           |
| 1592 | 29 november      | Steve Aoki, Sam Feldt, XANDRA, Zak Abel & Nile Rodgers   | I'm Going Out                                                                | Geen notering                 | 0            | 0             |
| 1593 | 6 december       | Kygo & Sandro Cavazza                                    | Hold on Me                                                                   | Geen notering                 | 0            | 0             |
| 1594 | 13 december      | PAWSA & Adventures of Stevie V                           | Dirty Cash (Money Talks)                                                     | 8                             | 21           | 559           |
| 1595 | 20 december      | Alok & Clementine Douglas                                | Body Talk                                                                    | Geen notering                 | 0            | 0             |
| 1595 | 27 december      | Alok & Clementine Douglas                                | Body Talk                                                                    | Geen notering                 | 0            | 0             |

1994 ·
1995 ·
1996 ·
1997 ·
1998 ·
1999 ·
2000 ·
2001 ·
2002 ·
2003 ·
2004 ·
2005 ·
2006 ·
2007 ·
2008 ·
2009 ·
2010 ·
2011 ·
2012 ·
2013 ·
2014 ·
2015 ·
2016 ·
2017 ·
2018 ·
2019 ·
2020 ·
2021 ·
2022 ·
2023 ·
2024 ·
2025